# Parti populaire de Castille-et-León
Le Parti populaire de Castille-et-León (en espagnol : Partido Popular de Castilla y León, PPCyL) est la fédération territoriale du Parti populaire (PP) en Castille-et-León.
Issu de l'Alliance populaire (AP), le PPCyL lui succède au pouvoir dès sa fondation, en 1989. Il s'y maintient sans discontinuer, disposant de la majorité absolue des sièges aux Cortes entre 1991 et 2015. Il gouverne ensuite en minorité, puis en coalition à partir de 2019.

## Présidents
| Titulaire                 | Mandat                                                      | Fonction |
| ------------------------- | ----------------------------------------------------------- | --- |
| Juan José Lucas,          | 14 mai 1990 – 29 avril 2002 (11 ans, 11 mois et 15 jours)   | Président de la Junte de Castille-et-León (1991-2001) Ministre de la Présidence (2001-2002) Président du Sénat (2002-2004) |
| Juan Vicente Herrera,     | 29 avril 2002 – 1er avril 2017 (14 ans, 11 mois et 3 jours) | Président de la Junte de Castille-et-León (2001-2019) |
| Alfonso Fernández Mañueco | depuis le 1er avril 2017 (8 ans, 3 mois et 21 jours)        | Président de la députation provinciale de Salamanque (1996-2001) Conseiller à la Présidence (2001-2007) Conseiller à l'Intérieur et à la Justice (2007-2011) Maire de Salamanque (2011-2018) Président de la Junte de Castille-et-León (depuis 2019) |

## Résultats électoraux

### Cortes de Castille-et-León
| Année | Chef de file              | Voix    | %        | #      | Sièges  | Gouvernement                                 |
| ----- | ------------------------- | ------- | -------- | ------ | ------- | -------------------------------------------- |
| 1991  | Juan José Lucas           | 602 773 | 44,25    | 1er    | 43 / 84 | Lucas I                                      |
| 1995  | Juan José Lucas           | 805 553 | 53,48 () | 1er () | 50 / 84 | Lucas II                                     |
| 1999  | Juan José Lucas           | 737 982 | 52,27 () | 1er () | 48 / 83 | Lucas III (1999-2001), Herrera I (2001-2003) |
| 2003  | Juan Vicente Herrera      | 760 510 | 49,63 () | 1er () | 48 / 82 | Herrera II                                   |
| 2007  | Juan Vicente Herrera      | 748 746 | 50,16 () | 1er () | 48 / 83 | Herrera III                                  |
| 2011  | Juan Vicente Herrera      | 739 502 | 53,30 () | 1er () | 53 / 84 | Herrera IV                                   |
| 2015  | Juan Vicente Herrera      | 514 301 | 38,68 () | 1er () | 42 / 84 | Herrera V                                    |
| 2019  | Alfonso Fernández Mañueco | 432 837 | 31,54 () | 2e ()  | 29 / 81 | Mañueco I                                    |
| 2022  | Alfonso Fernández Mañueco | 382 157 | 31,43 () | 1er () | 31 / 81 | Mañueco II                                   |
| 2026  | Alfonso Fernández Mañueco |         |          |        | / 81    |                                              |

### Cortes Generales
| Année   | Chef de file         | Congrès des députés | Congrès des députés | Congrès des députés | Congrès des députés | Sénat   | Gouvernement                                 |
| Année   | Chef de file         | Voix                | %                   | #                   | Sièges              | Sénat   | Gouvernement                                 |
| ------- | -------------------- | ------------------- | ------------------- | ------------------- | ------------------- | ------- | -------------------------------------------- |
| 1989    | José María Aznar     | 597 206             | 40,25               | 1er                 | 18 / 33             | 25 / 36 | Opposition                                   |
| 1993    | José María Aznar     | 771 705             | 47,37 ()            | 1er ()              | 20 / 33             | 27 / 36 | Opposition                                   |
| 1996    | José María Aznar     | 878 981             | 52,20 ()            | 1er ()              | 22 / 33             | 27 / 36 | Aznar I                                      |
| 2000    | José María Aznar     | 876 670             | 55,68 ()            | 1er ()              | 22 / 33             | 27 / 36 | Aznar II                                     |
| 2004    | Mariano Rajoy        | 846 623             | 50,31 ()            | 1er ()              | 19 / 33             | 25 / 36 | Opposition                                   |
| 2008    | Mariano Rajoy        | 836 228             | 50,01 ()            | 1er ()              | 18 / 32             | 25 / 36 | Opposition                                   |
| 2011    | Mariano Rajoy        | 843 110             | 55,37 ()            | 1er ()              | 21 / 32             | 27 / 36 | Rajoy I                                      |
| 2015    | Mariano Rajoy        | 590 438             | 39,10 ()            | 1er ()              | 17 / 32             | 27 / 36 | Rajoy I                                      |
| 2016    | Mariano Rajoy        | 643 093             | 44,27 ()            | 1er ()              | 18 / 32             | 27 / 36 | Rajoy II (2016-2018), opposition (2018-2019) |
| 04/2019 | Pablo Casado         | 395 866             | 26,01 ()            | 2e ()               | 10 / 31             | 17 / 36 | Opposition                                   |
| 11/2019 | Pablo Casado         | 438 993             | 31,61 ()            | 1er ()              | 13 / 31             | 23 / 36 | Opposition                                   |
| 2023    | Alberto Núñez Feijóo | 594 485             | 41,55 ()            | 1er ()              | 18 / 31             | 27 / 36 | Opposition                                   |

## Identité visuelle

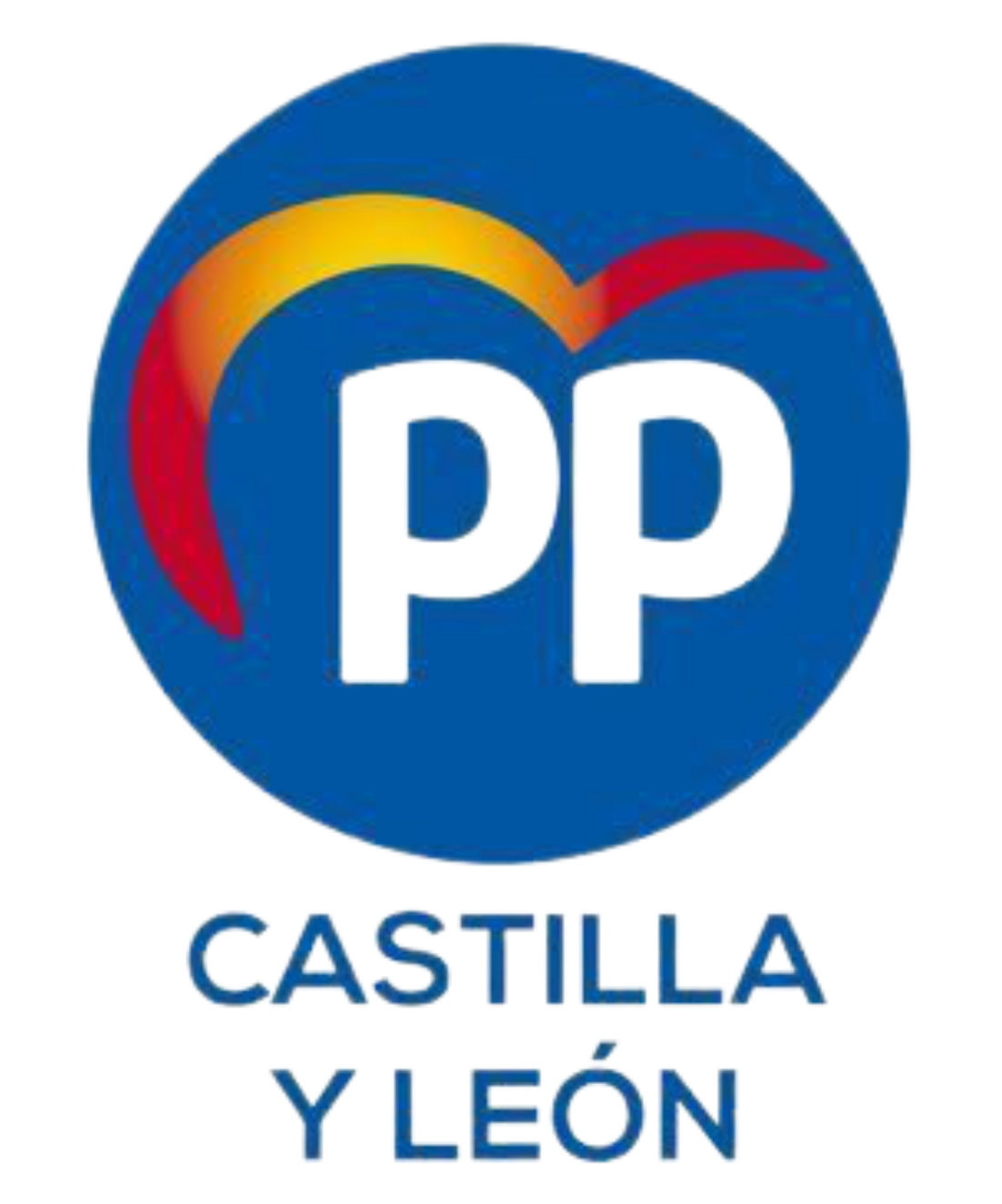
Logo de 2019 à 2022.
Logo depuis 2022.